# Щит веры
«Щит веры», или «Ответы древнего благочестия любителей на вопросы придержащихся новодогматствующего иерейства» — книга старообрядцев-беспоповцев, которая была написана в 1791 году. В 1912 году христианская типография при Преображенском богадельном доме в Москве отпечатала 5-ю часть этой книги, в которой содержится учение об антихристе.

## Содержание
«Щит веры» представляет из себя догматико-полемическое сочинение в вопросно-ответной форме в котором излагается учение старообрядцев-беспоповцев. Всего в книге находится 382 вопроса старообрядца поповца и столько же ответов на них старообрядца-беспоповца. В книге «Щит веры» подымаются вопросы о Церкве, священстве, последних временах и о некоторых других аспектах старообрядчества. По своему содержанию это сочинение может сравниться с другим беспоповским творением «Поморские ответы». В журналах «Братское слово» за 1890 год приводится полный текст книги «Щит Веры», а также с критической точки зрения рассматриваются некоторые высказывания этого сочинения о православном учении и церковных обрядах.

## Авторство
Павел Любопытный называет автором книги «Щит Веры» Тимофея Андреева, который жил в Выгорецкой обители. Однако в Энциклопедии Брокгауза и Ефрона это свидетельство поддается сомнению на том основании, что автор книги описывает, что он живет в Сибири, в то время как Тимофей Андреевич жил в Поморье. В любом случае автор книги является учеником поморских учителей.